# Iwan Wyszniegradski
Iwan Aleksandrowicz Wyszniegradskij (ros. Иван Алексеевич Вышнеградский; ur. 20 grudnia 1831?/1 stycznia 1832 w Wysznim Wołoczoku, zm. 25 marca?/6 kwietnia 1895 w Petersburgu) – rosyjski profesor mechaniki, wczesny teoretyk automatyki, minister finansów Imperium Rosyjskiego w latach 1887–1892.

## Życiorys
W latach 1843–1845 studiował w seminarium duchownym w Twerze. W 1851 ukończył studia na Wydziale Fizyki i Matematyki Głównego Instytutu Pedagogicznego w Petersburgu. W 1854 uzyskał tytuł magistra nauk matematycznych na Uniwersytecie Petersburskim. 
W latach 1860–1862 przebywał za granicą rozszerzając wiedzę na temat inżynierii mechanicznej w przedsiębiorstwach przemysłowych i wyższych uczelniach technicznych w Niemczech, Francji, Belgii i Wielkiej Brytanii. W Wyższej Szkole Technicznej w Karlsruhe uczestniczył w wykładach Ferdinanda Redtenbachera na temat projektowania maszyn.
W 1862 został mianowany profesorem mechaniki w  Instytucie Technologii w Petersburgu, a w 1865 profesorem mechaniki praktycznej w Michajłowska Akademia Artyleryjska. W latach 1867–1878 pracował jako inżynier mechanik w Głównej Dyrekcji Artylerii. W 1875 został dyrektorem Instytutu Technologii w Petersburgu.
W latach 1887–1892 był ministrem finansów. Prowadził politykę mającą na celu wyrównanie deficytu budżetowego, silniejszą ingerencję rządu w prywatne koleje oraz nacjonalizację kolei najmniej rentownych, a także wsparcie krajowego przemysłu i przygotowanie reformy monetarnej. Osiągnął to poprzez podniesienie podatku bezpośredniego, nacisk na wzrost eksport i rozwój linii kolejowych. Mimo osiągnięcia zrównoważonego budżetu, zgromadzenia rezerw złota i wzmocnienia wartości rubla był krytykowany z powodu wprowadzenia bezwzględnych przepisów podatkowych, które szczególnie dotknęły chłopów i drobną szlachtę i doprowadziły do głodu w latach 1891–1892.
Odznaczony Orderem Świętego Aleksandra Newskiego i Orderem Świętego Włodzimierza I klasy.
Jego wnukiem był Iwan Wyszniegradski, rosyjski kompozytor i teoretyk muzyki, jeden z prekursorów mikrotonowości.